# Sumberlele
Sumberlele is een bestuurslaag in het regentschap Probolinggo van de provincie Oost-Java, Indonesië. Sumberlele telt 1455 inwoners (volkstelling 2010).